# Caribbean Institute for Meteorology and Hydrology
Het Caribbean Institute for Meteorology and Hydrology (Caribisch Instituut voor Meteorologie en Hydrologie; CIMH), tot 1999 Caribbean Meteorological Institute (CMI), is een instelling van de Caricom. Het is gevestigd in Bridgetown op Barbados.
Het CIMH werd in 1967 opgericht door de lidstaten van de Caribbean Meteorological Organisation (CMO), dat eveneens deel uitmaakt van de Caricom. In de jaren 1980 werd het samengevoegd met het Caribbean Operational Hydrological Institute (COHI). De naamsverandering gebeurde echter pas in september 1999. Die zestien leden van de CMO zijn verantwoordelijk gebleven voor de uitvoering van de werkzaamheden van het instituut.
Het CIMH geeft opleiding aan weerwaarnemers, weervoorspellers, hydrologen, agro-meteorologen en aanverwant. In samenwerking met de University of the West Indies op de campus van Cave Hill op Barbados geeft het een bacheloropleiding in meteorologie.
Driemaandelijks geeft het instituut de Caribbean Precipitation Outlook uit met een regionale seizoensvoorspelling. Voor het CMO doet het dienst ook als onderzoeks- en klimaatcentrum en als ijk- en onderhoudscentrum.

## Aangesloten landen
De volgende landen zijn lid van de CMO en verantwoordelijk voor de uitvoering van de taken van de CIMH: Daarnaast levert het diensten aan de eilanden in het Koninkrijk der Nederlanden.
- Antigua en Barbuda
- Barbados
- Belize
- Dominica
- Grenada
- Guyana
- Jamaica
- Montserrat
- Saint Kitts en Nevis
- Saint Lucia
- Saint Vincent en de Grenadines
- Trinidad en Tobago
- Anguilla
- Britse Maagdeneilanden
- Cayman Islands
- Turks- en Caicoseilanden